# Meioneta regina
Meioneta regina là một loài nhện trong họ Linyphiidae.
Loài này thuộc chi Meioneta. Meioneta regina được Ralph Vary Chamberlin & Wilton Ivie miêu tả năm 1944.